# Lithophasia venulosa
Lithophasia venulosa är en fjärilsart som beskrevs av Otto Staudinger 1891. Lithophasia venulosa ingår i släktet Lithophasia och familjen nattflyn. Inga underarter finns listade i Catalogue of Life.